# Guvernul de la Flensburg
Guvernul de la Flensburg a fost un guvern efemer care a încercat să administreze Germania în luna mai 1945. Guvernul a fost format după sinuciderea lui Adolf Hitler și lui Joseph Goebbels în timpul bătăliei Berlinului.  După sinuciderea sa din 30 aprilie 1945, Hitler, prin testamentul său i-a desemnat succesori pe Goebbels (Cancelar al Germaniei) și pe Marele Amiral Karl Dönitz (Președinte al Germaniei). Pe 1 mai, Goebbels s-a sinucis, iar Dönitz a devenit ultimul comandant-șef al armatei și lider al Germaniei. 
Acest guvern a fost numit „de la Flensburg” pentru că a avut sediul la Flensburg, lângă granița cu Danemarca, unde Dönitz își avea cartierul general. Acest guvern avea o autoritate limiată la orașul Flensburg și la o zonă din imediata vecinătate a orașului. 

## Desemnarea lui Dönitz în funcția de șef de stat
Pe 30 aprilie 1945, Hitler s-a sinucis. În testamentul său politic, Hitler l-a desemnat pe Dönitz ca succesor în funcția de șef al statului (Staatsoberhaupt).  În mod semnificativ, Dönitz nu urma să devină Führer, ci mai degrabă președinte (Reichspräsident), un post pe care Hitler îl desființase încă din 1934. Ministrul propagandei Joseph Goebbels urma să devină șef al guvernului (Cancelar al Germaniei - Reichskanzler).  Hitler i-a numit pe doi dintre foștii coordonatori, Hermann Göring și Heinrich Himmler, „trădători” și i-a exclus pe amândoi din Partidul Nazist.  Göring era în Bavaria.  Himmler se afla alături de Dönitz, dar nu a fost informat de faptul că a fost condamnat de Hitler. 
Pe 1 mai, Dönitz a devenit singurul reprezentant al unui Reich care se prăbușea după sinuciderea lui Goebbels la Berlin. Dönitz l-a rugat pe Ludwig von Krosigk să ia locul lui Goebbels și să accepte funcția de cancelar. Von Krosigk a refuzat funcția această. 
„Guvernul de la Flensburg” a avut prima ședință al Flensburg pe 5 mai.  Heinrich Himmler și Alfred Rosenberg au fost destituiți pe 6 mai. Se pare că a fost o încercare de a forma un cabinet acceptabil pentru Aliați. În scurta perioadă în care a funcționat în fruntea guvernului, Dönitz a încercat să se asigure de loialitatea forțelor armate germane și că de faptul că ele se vor preda americanilor și britanicilor, nu sovieticilor. Dönitz se temea de represaliile sovietice. 
Alți membrii ai guvernului au mai fost feldmareșalul Wilhelm Keitel, generalul Alfred Jodl și Albert Speer.  Ei au încercat să redirecționeze ceea ce mai rămăsese din forțele armate germane spre vest, sperând că vor fi caputurate de americani și britanici, nu de Armata Roșie. Pe 7 mai, Dönitz l-a autorizat pe generalul Alfred Jodl, șeful Statului Major al Forțelor Armate Germane, să semneze capitularea necondițonată a forțelor germane în fața Aliaților, la cartierul general al Froței Expedițonare Aliate de la Rheims.  Pe 8 mai, feldmareșalul Wilhelm Keitel a repetat ceremonia de semnare la Berlin, la cartierul general al forțelor sovietice.  Albert Speer a sugerat ca, după capitulare, guvernul de la Flensburg să se autodizolve. În schimb, Dönitz au continuat să spere că Aliații aveau să permită guvernului său să conducă Germania posbelică ca guvern provizoriu. 
Discursul prin care Winston Churchill a anunțat poporului britanic victoria a fost considerat ca o recunoaștere de facto a guvernului de la Flensburg, de vreme ce el a menționat că predarea a fost autorizată de „Grand Admiral Dönitz, the designated Head of State (Marele amiral Dönitz, șeful desemnat al statului)”. Totuși, după semnarea capitulării necondiționate, guvernul de la Flensburg nu a mai fost recunoscut de Aliați și a fost dizolvat odată cu arestarea membrilor cabinetului de către forțele britanice pe 23 mai 1945. 
Pe 20 mai, guvernul sovietic a arătat clar ce crede despre guvernul de la Flensburg. Sovieticii au atacat guvernul lui Dönitz și l-au denumit „banda lui Dönitz”. Pravda a scris despre situația guvernului lui Dönitz: 
„Discuțiile despre statutul bandei fasciste din jurul lui Dönitz continuă. Mai multe cercuri proeminente Aliate vor afirma că va fi necesar să se utilizeze de «serviciile» lui Dönitz și a colaboratorilor lui. În parlamentul britanic, această bandă este descrisă ca «administrația Dönitz»... Un reporter al presei reacționare Hearst a numit recrutarea lui Dönitz «un act de perspicacitate politică». Astfel, un scrib fascist a găsit nimerit să facă front comun cu discipina banditească a lui Hitler. În același timp, presiunea fascistă de pe ambele maluri ale Atlanticului au amintit de condițiile din Germania din 1918, când germanii de dreapta au produs povești asemănătoare despre haosul iminent. Atunci, unități intacte ale armatei germane au fost folosite pentru noi aventuri în răsărit, imediat după capitulare. Campania prezentă are obiective similare. Numeroase cercuri reacționare din jurul aliaților se opun creării unei Europe noi pe bazele Conferinței din Crimeea. Aceste cercuri consideră că păstrarea statelor fasciste și a condițiilor lor de existența ca mijloace de zădărnicire a aspirațiilor democratice a națiunilor iubitoare de libertate...” 
Pe 23 mai 1945, un ofițer de legătură britanic a mers la cartierul general al lui Dönitz și a cerut să vorbească cu toți membrii cabinetului. În prezența membrilor guvernului de la Flensburg, el a citit un ordin al generalului Dwight Eisenhower de arestarea a tuturor miniștilor. 